# Gamla Hasslarp
Gamla Hasslarp är en bebyggelse norr om Hasslarp och söder om Strövelstorp i Strövelstorps socken i Ängelholms kommun. SCB avgränsar här en småort sedan 2020.